# Тейжелада
Тейжелада (порт. Tigelada) или тейжелада-де-Абрантиш (порт. Tigelada de Abrantes) — традиционный португальский десерт, выпекаемый в печи. Его готовят в предварительно нагретой глазурованной глиняной миске. В Перале, приходе муниципалитета Пруэнса-а-Нова, 1 мая проводят фестиваль Festa das Tigeladas посвященный таким мискам.

## Описание
Тейжелада имеет форму диска толщиной 2 см и диаметром от 10 до 12 см, желто-коричневый цвет и шершавую текстуру.  Его нижняя часть в результате высокой температуры, которую миска достигает в духовке перед добавлением смеси, приобретает форму пчелиных сот. Тейжеладу готовят из яиц, молока, пресной муки, сахара, лимона и соли.

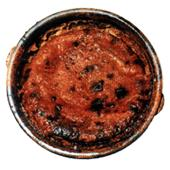
Тейжелада в миске

## История
Десерт берёт своё начало в долине Тежу. При обращении к историческим архивам рецепт сладости под названием Tigeladas de D.ª Maria de Vilhena был найден в поваренной книге Infanta D.ª Maria, которая совпадает с рецептом тейжелады де Абрантиш. Продукт считается монастырской сладостью. В Историческом архиве муниципалитета Абрантиша есть документы, которые содержат список рецептов Convento da Graça de Abrantes, в котором содержится рецепт тейжелады. Однако о происхождении десерта спорят несколько локаций в муниципалитете Абрантиш.